# From Afar (песня)
From Afar Into Hiding — сингл финской фолк-/MDM группы Ensiferum с их четвёртого полноформатного альбома From Afar. Как следует из названия, включает в себя стандартную версию одноимённой композиции и кавер на песню группы Amorphis — Into Hiding, также доступный в лимитированном издании альбома From Afar.

## Список композиций
1. From Afar — 04:51
2. Into Hiding (Amorphis cover) (Скрываясь) — 03:50